# Luperciana
Luperciana (łac. Diocesis Lupercianensis) – stolica historycznej diecezji w Cesarstwie rzymskim w prowincji Afryka Prokonsularna, sufragania metropolii Kartagina. Współcześnie w Tunezji. Obecnie katolickie biskupstwo tytularne.

## Biskupi tytularni
| Lp. | Biskup                    | Funkcja                                             | Od               | Do                  |
| --- | ------------------------- | --------------------------------------------------- | ---------------- | ------------------- |
| 1   | Martin Legarra Tellechea  | biskup-prałat Bocas del Toro (Panama)               | 18 marca 1965    | 3 kwietnia 1969     |
| 2   | Albert Vincent D’Souza    | emerytowany arcybiskup Kalkuty (Indie)              | 29 maja 1969     | 11 stycznia 1971    |
| 3   | Thomas Nkuissi            | administrator apostolski Nkongsamba (Kamerun)       | 29 stycznia 1973 | 15 listopada 1978   |
| 4   | Zithulele Patrick Mvemve  | biskup pomocniczy Johannesburga (Południowa Afryka) | 10 marca 1986    | 26 marca 1994       |
| 5   | Leonardus Dobbelaar       | wikariusz apostolski Nekemte (Etiopia)              | 10 czerwca 1994  | 21 marca 2008       |
| 6   | João Lavrador             | biskup pomocniczy Porto (Portugalia)                | 7 maja 2008      | 29 września 2015    |
| 7   | Miguel Ángel Ayuso Guixot | urzędnik Kurii Rzymskiej                            | 29 czerwca 2016  | 5 października 2019 |
| 8   | Michael Saporito          | biskup pomocniczy Newark (USA)                      | 27 lutego 2020   |                     |